# Coupe du Brésil de football 2017
Navigation
Édition précédente Édition suivante
La Coupe du Brésil de football 2017 est la 29e édition de la Coupe du Brésil de football.
La compétition a débuté le 8 février 2017 et s'est terminée le 27 septembre 2017.

## Format
La compétition se joue en matchs aller et retour à partir du troisième tour.
Le premier tour est composé de 80 participants, les 40 vainqueurs participent au deuxième tour, les 20 vainqueurs sont rejoints par 12 équipes de première division pour le troisième tour. Lors du premier tour la compétition se joue sur un seul match, l'équipe visiteuse est l'équipe de la division supérieure, si le match se termine sur un score nul l'équipe visiteuse est directement qualifiée.
Au deuxième tour, si les deux équipes sont à égalité, il y a une séance de tirs au but.
Les vainqueurs du troisième tour participent aux huitièmes de finale, jusqu'à la finale les matchs se déroulent en aller et retour, en cas d'égalité la règle du but extérieur est appliquée, sinon une séance de tirs au but départage les équipes.
Le vainqueur se qualifie pour la Copa Libertadores 2018. 

## Finales
| 7 septembre 2017 | Flamengo | 1 – 1   | Cruzeiro Esporte Clube | Stade Maracanã, Rio de Janeiro |                      |
|                  |          | (0 - 0) |                        | Spectateurs : 66 165           | Spectateurs : 66 165 |

| 27 septembre 2017 | Cruzeiro Esporte Clube | 0 – 0   | Flamengo | Mineirão, Belo Horizonte |                      |
|                   |                        | (0 - 0) |          | Spectateurs : 61 017     | Spectateurs : 61 017 |
|                   | Tirs au but 5 - 3      |         |          | Spectateurs : 61 017     | Spectateurs : 61 017 |

Le Cruzeiro Esporte Clube remporte sa cinquième Coupe du Brésil.